# Variétés sinologiques
Die Variétés sinologiques sind eine französischsprachige jesuitische sinologische Buchreihe, die zunächst zwischen 1892 und 1938 in Shanghai (Chang-hai) erschien und von der Imprimerie de la mission catholique de l’orphelinat de T’ou-Sè-Wè (Druckerei der katholischen Mission des Waisenhauses von T'ou-Sè-Wè) veröffentlicht wurde. Sie wurde anfangs von dem französischen Jesuiten Henri Havret (1848-1902) herausgegeben. Zu Anfang des japanisch-chinesischen Krieges mit dem anschließenden endgültigen Sieg der Kommunisten unter Mao Zedong stellte sie ihr Erscheinen ein. Eine Neue Serie (N.S.) erscheint seit Band 67 (1982) unter der Schirmherrschaft des Ricci-Instituts. Die folgende Liste gilt für die erste Serie. Von den 66 aufgeführten Bänden beziehen sich 18 auf das Werk Recherches sur les superstitions en Chine von Henri Doré. Nachdrucke erschienen im Verlag Ch'en-Wen Publ. Co., Taipei, teilweise auch im Verlag Éd. du Cerf, Paris. Die folgende Übersicht erhebt keinen Anspruch auf Aktualität oder Vollständigkeit:

## Übersicht

### 1–66 (1892–1938)
- 1 Henri Havret. L’île de Tsong-ming à l’embouchure du Yang-tse-kiang. 1892. 2e éd. 1901.
- 2 Henri Havret. La province du Ngan-hoei. 1893.
- 3 Louis Gaillard. Croix et swastika en Chine. 1893.
- 4 Dominique Gandar. Le Canal impérial : étude historique et descriptive. 1903.
- 5 Etienne Zi (徐). Pratique des examens littéraires en Chine. 1894.
- 6 S. Le Gall. Le philosophe Tchou Hi : sa doctrine, son influence. 1894.
- 7 Henri Havret. La stèle chrétienne de Si-ngan-fou : Fac-similé de l’inscription syro-chinoise. 1895.
- 8 Corentin Pétillon. Allusions littéraires (Classifiques 1 à 100). 1895. 2e éd. 1903.
- 9 Etienne Zi (徐). Pratique des examens militaires en Chine. 1896.
- 10 Albert Tschepe Histoire du royaume de Tch’ou 吴 (1122-473 av. J.-C.). 1896.
- 11 Pierre Hoang. Notions techniques sur la propriété en Chine. 1897.
- 12 Henri Havret. La stèle chrétienne de Si-ngan-fou. 2e partie : Histoire du monument. 1895.
- 13 Corentin Pétillon. Allusions littéraires (Classifiques 102 à 213). 1895.
- 14 Pierre Hoang. Le mariage chinois au point de vue légal. 1898.
- 15 Pierre Hoang. Exposé du commerce public du sel. 1898.
- 16 Louis Gaillard. Nankin d’alors et d’aujourd’hui : Plan de Nankin (décembre 1898). 1899.
- 17 Jérôme Tobar. Inscriptions juives de K’ai-fong-fou. 1910.
- 18 Louis Gaillard. Nankin d’alors et d’aujourd’hui : Nankin port ouvert. 1901.
- 19 Henri Havret.  T’ien-tchou 天主 : « Seigneur du Ciel » : à propos d’une stèle bouddhique de Tch’eng-tou. 1901.
- 20 Henri Havret. La stèle chrétienne de Si-ngan-fou. 3e partie : Commentaire partiel et pièces justificatives. 1895.
- 21 Pierre Hoang. Mélanges sur l’administration. 1902.
- 22 Albert Tschepe. Histoire du royaume de Tch’ou 楚 (1122-223 av. J.-C.). 1903.
- 23 Louis Gaillard. Nankin d’alors et d’aujourd’hui : Aperçu historique et géographique. 1903.
- 24 Mathias Tchang. Synchronismes chinois. 1905.
- 25 Simon Kiong (龚古愚). Quelques mots sur la politesse chinoise. 1906.
- 26 Tchang Tche-tong 张之洞. K’iuen-hio p’ien 劝学篇 Exhortations à l’étude. 1909.
- 27 Albert Tschepe. Histoire du royaume de Ts’in 秦 (777-207 av. J.-C.). 1909.
- 28-28bis Pierre Hoang. Catalogue des tremblements de terre signalés en Chine. 1909.
- 29 Pierre Hoang. Concordance des chronologies néoméniques chinoise et européenne. 1910.
- 30 Albert Tschepe. Histoire du royaume de Tsin 晋(1106-452). 1910.
- 31 Albert Tschepe. Histoire des trois royaumes, Han 韩 (423-230) Wei 魏 (423-209) et Tchao 赵 (403-222). 1910.
- 32 Henri Doré. Recherches sur les superstitions en Chine [1-2] : Les pratiques superstitieuses. 1911.
- 33 Mathias Tchang. Tombeau des Liang : famille Siao : Siao Choen-tche 萧顺之. 1912.
- 34 Henri Doré. Recherches sur les superstitions en Chine [3-4] : Les pratiques superstitieuses. 1911.
- 35 Joseph Tardif de Moidrey. Carte des préfectures de Chine et de leur population chrétienne en 1911 中国各府天主教图. 1913.
- 36 Henri Doré. Recherches sur les superstitions en Chine [5] : La lecture des talismans chinois. 1913.
- 37 Mathias Tchang et P. de Prunelé. Le Père Simon à Cunha, S J. (ou Li-Yu-Chan), l’homme et l’oeuvre artistique.
- 38 Joseph Tardif de Moidrey. La hiérarchie catholique en Chine, en Corée et au Japon. 1914.
- 39 Henri Doré. Recherches sur les superstitions en Chine [6] : La panthéon chinois (1). 1914.
- 40 Etienne Zi (徐). Notice historique sur les t’oan 团 ou cercles du Siu-Tcheou Fou 徐州府, particulièrement sur ceux du district de Ou-toan 五段. 1914.
- 41-42 Henri Doré. Recherches sur les superstitions en Chine [7-8] : La panthéon chinois (2-3). 1914.
- 43 F. Roux. Carte du Se-tch’ouan occidental levée en 1908-1910 四川西境及北境图. 1915.
- 44-46 Henri Doré. Recherches sur les superstitions en Chine [9-11] : La panthéon chinois (4-6). 1914.
- 47 Jérôme Tobar. Kiao-ou Ki-lio 教务纪略 Résumé des affaires religieuses. 1917.
- 48 Henri Doré. Recherches sur les superstitions en Chine [12] : La panthéon chinois (7). 1914.
- 49 Henri Doré. Recherches sur les superstitions en Chine [13] : Popularisation du confucéisme, du bouddhisme et du taoïsme en Chine. 1918.
- 50 J. van Oost. Dictons et proverbes des Chinois habitant la Mongolie Sud-Ouest. 1918.
- 51 Henri Doré. Recherches sur les superstitions en Chine [14] : La doctrine du confucéisme. 1919.
- 52 Les PP. Havret, Chambeau et Hoang. Mélanges sur la chronologie chinoise . I. Notes concernant la chronologie chinoise  II. Prolégomènes à la concordance néoménique, par le P. Hoang,…. 1920.
- 53 J. van Oost. Notes sur le T’oemet. 1922.
- 54 H. Dugout. Carte de la province du Kiang-Sou au 200.000e. 1922
- 55 G. Boulais. Manuel du code chinois. 1924.
- 56 Pierre Hoang. Catalogue des éclipses de soleil et de lune. 1925.
- 57 Henri Doré. Recherches sur les superstitions en Chine [15] : Sommaire historique du bouddhisme (Vie illustrée du Bouddha Çakyamouni). 1929.
- 58 L. Schram. Le mariage chez les T’ou-jen 土人 du Kan-sou. 1932
- 59-60 L. Pfister. Notices biographiques et bibliographiques sur les jésuites de l’ancienne mission de Chine 1552-1773. 1932.
- 61 Henri Doré. Recherches sur les superstitions en Chine [16] : Sommaire historique du bouddhisme (Inde-Chine jusqu’aux T’ang). 1934.
- 62 Henri Doré. Recherches sur les superstitions en Chine [17] : Sommaire historique du bouddhisme (Chine, depuis les T’ang jusqu’a nos jours). 1936.
- 63 Wang Tch’ang-tche 王昌祉. La philosophie morale de Wang Yang-ming 王阳明. 1936.
- 64 Tchang Tcheng-ming 张正明. L’écriture chinoise et le geste humain 中国文字与人体姿势. 1937
- 65 Tchang Tcheng-ming 张正明. Le parallélisme dans les vers du Cheu king. 1937
- 66 Henri Doré.Recherches sur les superstitions en Chine [18] : Lao-tse et le taoïsme. 1938.

### N.S. (1982–)
- 67 Le traité 7 du Houai Nan Tseu: Les esprits légers et subtils animateurs de l’essence : Analyse des structures d’expression et trad., avec notes et commentaires, de la partie doctrinale du traité 7 du «Houai nan tseu» <HNT 7,1a–7a> / (Liu, An). Claude Larre [Hrsg.]. 1982
- 68 Tales of vengeful souls : a 6. century coll. of Chinese avenging ghost stories / Chih-t’ui Yen. Alvin P. Cohen [Übers.]. 1982
- 69 […]
- 70 […]
- 71 Philosophy and tradition : the interpretation of China’s philosophic past: Fung Yu-lan, 1939 – 1949 / Michel C. Masson. 1985
- 72 The true meaning of the Lord of heaven = T’ien-chu shih-i / Matteo Ricci. Transl., with intr. and notes by Douglas Lancashire and Peter Hu Kuo-chen. 1985
- 73 […]
- 74 […]
- 75 Claude Larre, Isabelle Robinet, Elisabeth Rochet de la Vallée: Les grands traités du Huainan zi. du Cerf, Paris 1993 (Übersetzung der Kapitel 1, 7, 11, 13, 18).
- 76 Claude Larre & Elisabeth Rochat de la Vallée: Les mouvements du coeur : psychologie des Chinois. 1992

[…]
- 82 Élisabeth Rochat de la Valleé & Claude Larre: La bannière pour une dame chinoise allant en Paradis. 1995

[…]